# Phalera arenosa
Phalera arenosa är en fjärilsart som beskrevs av Butler 1880. Phalera arenosa ingår i släktet Phalera och familjen tandspinnare. Inga underarter finns listade i Catalogue of Life.